# 长足圆方蟹
长足圆方蟹（学名：Cyclograpsus longipes）为方蟹科圆方蟹属的动物。分布于日本、斐济群岛、塔希提岛、印度尼西亚以及中国大陆的西沙群岛等地，生活环境为海水，常生活于高潮线上石下或碎贝壳中。
其种加词“Longipes”意为“长足的”。